# Ambrosia monogyra
Ambrosia monogyra là một loài thực vật có hoa trong họ Cúc. Loài này được (Torr. & A.Gray) Strother & B.G.Baldwin mô tả khoa học đầu tiên năm 2002.